# Socourt
Cet article possède des paronymes, voir Soncourt et Saucourt-sur-Rognon.
Socourt est une commune française située dans le département des Vosges en région Grand Est.

## Géographie

### Localisation
Socourt occupe la rive gauche de la Moselle au nord du département. Elle est limitrophe de Meurthe-et-Moselle et culmine au Haut de Grichamp.

### Géologie et relief
La commune est limitrophe de la Meurthe-et-Moselle et culmine au Haut de Grichamp à une altitude de 263 m.

### Hydrographie et les eaux souterraines
Hydrogéologie et climatologie : Système d’information pour la gestion des eaux souterraines du bassin Rhin-Meuse :
Territoire communal : Occupation du sol (Corinne Land Cover); Cours d'eau (BD Carthage),
Géologie : Carte géologique; Coupes géologiques et techniques,
 Hydrogéologie : Masses d'eau souterraine; BD Lisa; Cartes piézométriques.

#### Réseau hydrographique
La commune est située dans le bassin versant du Rhin au sein du bassin Rhin-Meuse. Elle est drainée par la Moselle, le ruisseau de la Forêt et le ruisseau de Socourt,.
La Moselle, d’une longueur totale de 560 kilomètres, dont 315 kilomètres en France, prend sa source dans le massif des Vosges au col de Bussang et se jette dans le Rhin à Coblence en Allemagne.

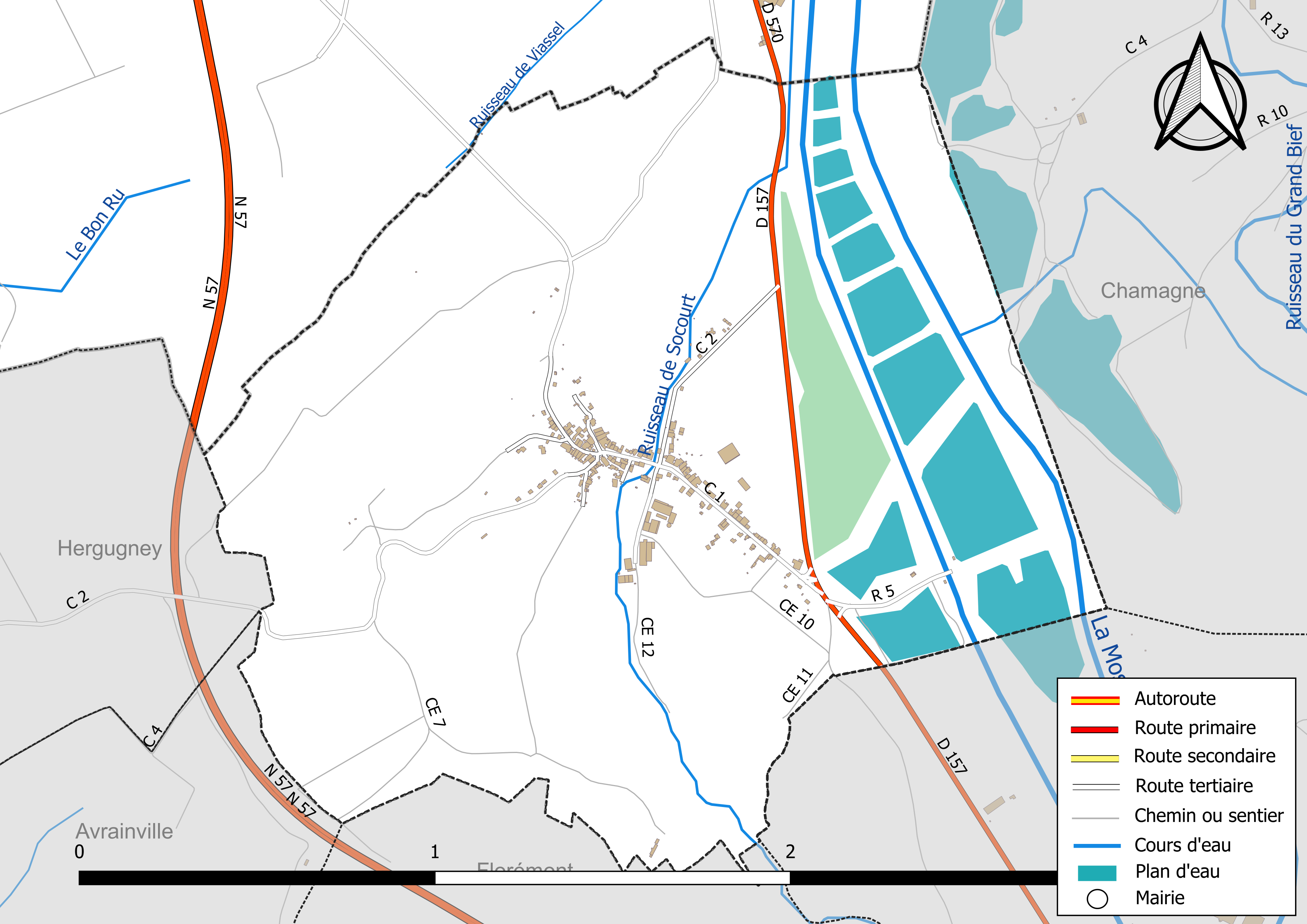
Réseaux hydrographique et routier de Socourt.

#### Gestion et qualité des eaux
Le territoire communal est couvert par le schéma d'aménagement et de gestion des eaux (SAGE) « Nappe des Grès du Trias Inférieur ». Ce document de planification, dont le territoire comprend le périmètre de la zone de répartition des eaux de la nappe des Grès du trias inférieur (GTI), d'une superficie de 1 497 km2, est en cours d'élaboration. L’objectif poursuivi est de stabiliser les niveaux piézométriques de la nappe des GTI et atteindre l'équilibre entre les prélèvements et la capacité de recharge de la nappe. Il doit être cohérent avec les objectifs de qualité définis dans les SDAGE Rhin-Meuse et Rhône-Méditerranée. La structure porteuse de l'élaboration et de la mise en œuvre est le conseil départemental des Vosges.
La qualité des cours d’eau peut être consultée sur un site dédié géré par les agences de l’eau et l’Agence française pour la biodiversité. 

### Climat
Pour des articles plus généraux, voir Climat du Grand Est et Climat des Vosges.
En 2010, le climat de la commune est de type climat des marges montargnardes, selon une étude du Centre national de la recherche scientifique s'appuyant sur une série de données couvrant la période 1971-2000. En 2020, Météo-France publie une typologie des climats de la France métropolitaine dans laquelle la commune est exposée à un climat semi-continental et est dans la région climatique  Lorraine, plateau de Langres, Morvan, caractérisée par un hiver rude (1,5 °C), des vents modérés et des brouillards fréquents en automne et hiver. 
Pour la période 1971-2000, la température annuelle moyenne est de 9,9 °C, avec une amplitude thermique annuelle de 17,1 °C. Le cumul annuel moyen de précipitations est de 966 mm, avec 12,9 jours de précipitations en janvier et 9,6 jours en juillet. Pour la période 1991-2020, la température moyenne annuelle observée sur la station météorologique de Météo-France la plus proche, « Mirecourt-inra », sur la commune de Mirecourt à 14 km à vol d'oiseau, est de 10,4 °C et le cumul annuel moyen de précipitations est de 824,3 mm. 
La température maximale relevée sur cette station est de 39,5 °C, atteinte le 25 juillet 2019 ; la température minimale est de −19,5 °C, atteinte le 20 décembre 2009,,. 
Les paramètres climatiques de la commune ont été estimés pour le milieu du siècle (2041-2070) selon différents scénarios d'émission de gaz à effet de serre à partir des nouvelles projections climatiques de référence DRIAS-2020. Ils sont consultables sur un site dédié publié par Météo-France en novembre 2022.

## Urbanisme

### Typologie
Au 1er janvier 2024, Socourt est catégorisée commune rurale à habitat dispersé, selon la nouvelle grille communale de densité à sept niveaux définie par l'Insee en 2022.
Elle est située hors unité urbaine. Par ailleurs la commune fait partie de l'aire d'attraction de Charmes, dont elle est une commune de la couronne,. Cette aire, qui regroupe 10 communes, est catégorisée dans les aires de moins de 50 000 habitants,.

### Occupation des sols
L'occupation des sols de la commune, telle qu'elle ressort de la base de données européenne d’occupation biophysique des sols Corine Land Cover (CLC), est marquée par l'importance des territoires agricoles (46,4 % en 2018), en diminution par rapport à 1990 (51,9 %). La répartition détaillée en 2018 est la suivante : 
forêts (33 %), cultures permanentes (25 %), zones agricoles hétérogènes (20,8 %), eaux continentales (20,7 %), terres arables (0,6 %). L'évolution de l’occupation des sols de la commune et de ses infrastructures peut être observée sur les différentes représentations cartographiques du territoire : la carte de Cassini (XVIIIe siècle), la carte d'état-major (1820-1866) et les cartes ou photos aériennes de l'IGN pour la période actuelle (1950 à aujourd'hui).

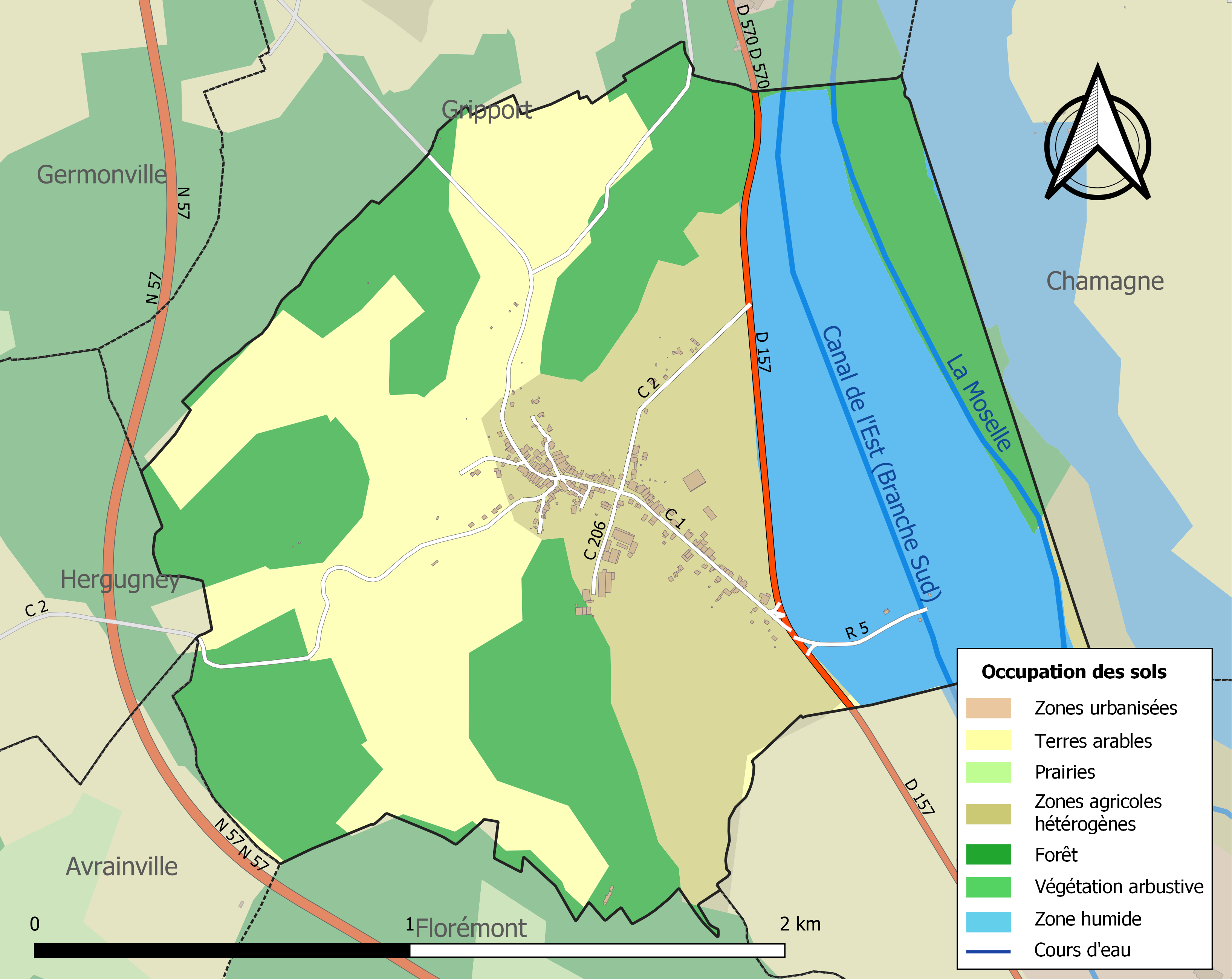
Carte des infrastructures et de l'occupation des sols de la commune en 2018 (CLC).

## Toponymie
Le nom de la localité est attesté sous les formes ? Oscort (1173) ; Sehoucourt (1257) ; Sehocourt (1457) ; Socourt (1594) ; Saucourt (1711) ; Saulcourt (1763) ; Solicuria (1768).

## Histoire
Socourt faisait partie du même ban que Gripport qui se trouve aujourd’hui en Meurthe-et-Moselle. Son église, annexe de Gripport, appartenait au diocèse de Nancy et dépendait du chapitre de Remiremont.
Lors de la création des départements, en 1790, Socourt fait partie du canton de Charmes dans le district de Mirecourt.

## Politique et administration

### Budget et fiscalité 2022

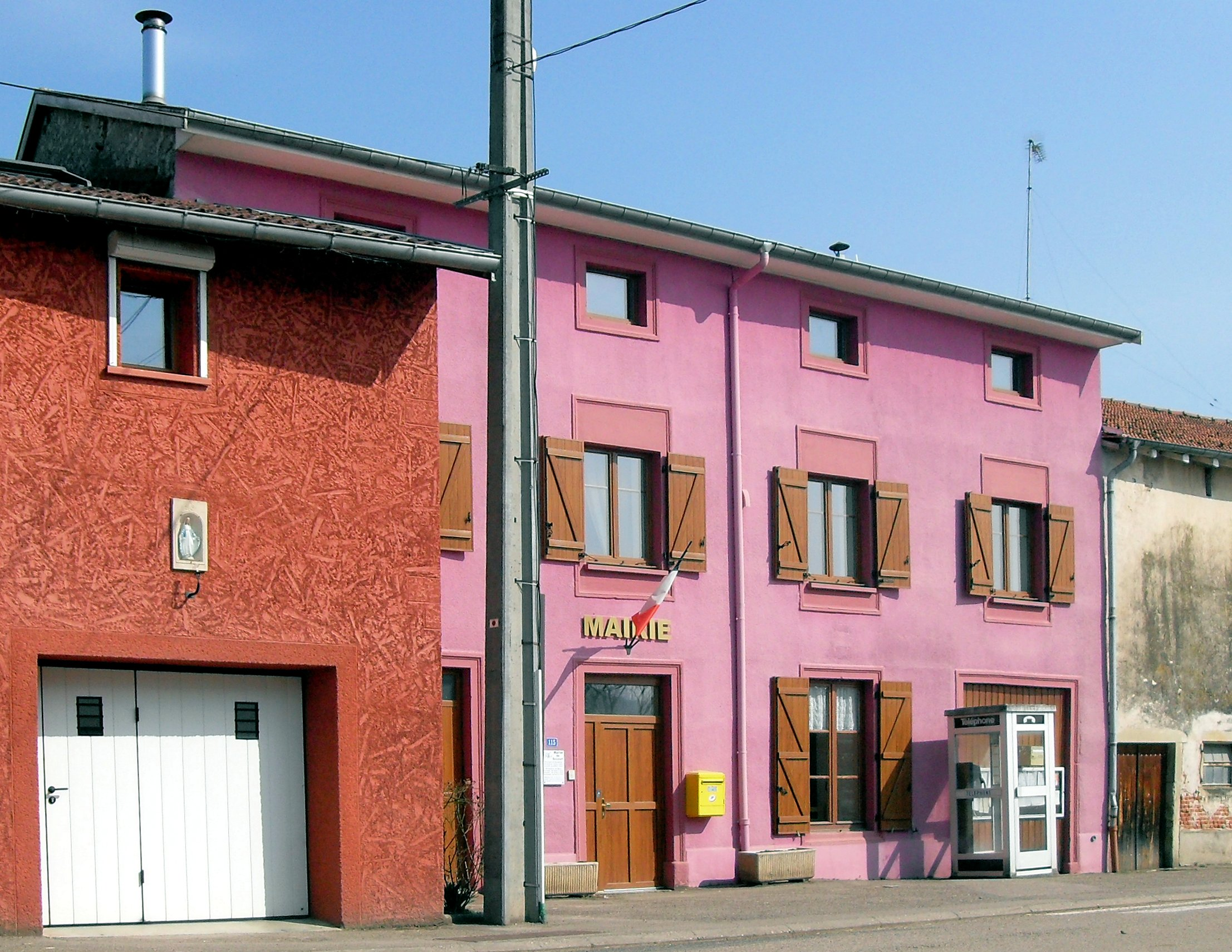
La mairie.

En 2022, le budget de la commune était constitué ainsi :
- total des produits de fonctionnement : 353 000 €, soit 1 262 € par habitant ;
- total des charges de fonctionnement : 310 000 €, soit 1 108 € par habitant ;
- total des ressources d'investissement : 100 000 €, soit 356 € par habitant ;
- total des emplois d'investissement : 146 000 €, soit 521 € par habitant ;
- endettement : 141 000 €, soit 505 € par habitant.

Avec les taux de fiscalité suivants :
- taxe d'habitation : 7,57 % ;
- taxe foncière sur les propriétés bâties : 34,52 % ;
- taxe foncière sur les propriétés non bâties : 12,25 % ;
- taxe additionnelle à la taxe foncière sur les propriétés non bâties : 0,00 % ;
- cotisation foncière des entreprises : 0,00 %.

Chiffres clés Revenus et pauvreté des ménages en 2021 : médiane en 2021 du revenu disponible, par unité de consommation : 24 620 €.

## Liste des maires
| Période                                  | Période                       | Identité                      | Étiquette | Qualité |
| ---------------------------------------- | ----------------------------- | ----------------------------- | --------- | ------- |
| Les données manquantes sont à compléter. |                               |                               |           |         |
| avant 1981                               | 1983                          | Gilbert Witzlmann (1918-1987) |           |         |
| 1983                                     | 1995                          | Gilbert Claudel               |           |         |
| 1995                                     | mars 2001                     |                               |           |         |
| mars 2001                                | En cours (au 18 février 2015) | Jean-Luc Martinet             | SE        |         |

## Population et société

### Démographie

#### Évolution démographique
L'évolution du nombre d'habitants est connue à travers les recensements de la population effectués dans la commune depuis 1793. Pour les communes de moins de 10 000 habitants, une enquête de recensement portant sur toute la population est réalisée tous les cinq ans, les populations de référence des années intermédiaires étant quant à elles estimées par interpolation ou extrapolation. Pour la commune, le premier recensement exhaustif entrant dans le cadre du nouveau dispositif a été réalisé en 2007.

En 2022, la commune comptait 282 habitants, en évolution de +4,06 % par rapport à 2016 (Vosges : −2,96 %, France hors Mayotte : +2,11 %).
| 1793 | 1800 | 1806 | 1821 | 1831 | 1836 | 1841 | 1846 | 1856 |
| ---- | ---- | ---- | ---- | ---- | ---- | ---- | ---- | ---- |
| 255  | 265  | 279  | 351  | 353  | 378  | 404  | 411  | 395  |

| 1861 | 1866 | 1876 | 1881 | 1886 | 1891 | 1896 | 1901 | 1906 |
| ---- | ---- | ---- | ---- | ---- | ---- | ---- | ---- | ---- |
| 398  | 367  | 364  | 343  | 349  | 331  | 338  | 306  | 307  |

| 1911 | 1921 | 1926 | 1931 | 1936 | 1946 | 1954 | 1962 | 1968 |
| ---- | ---- | ---- | ---- | ---- | ---- | ---- | ---- | ---- |
| 289  | 289  | 266  | 250  | 208  | 289  | 319  | 286  | 276  |

| 1975 | 1982 | 1990 | 1999 | 2006 | 2007 | 2012 | 2017 | 2022 |
| ---- | ---- | ---- | ---- | ---- | ---- | ---- | ---- | ---- |
| 282  | 255  | 244  | 214  | 236  | 239  | 269  | 270  | 282  |

### Enseignement
Établissements d'enseignements :
- Écoles maternelles et primaires à Florémont, Charmes, Bainville-aux-Miroirs.
- Collèges à Charmes, Bayon, Mirecourt, Châtel-sur-Moselle, Vézelise.
- Lycées à Mirecourt, Thaon-les-Vosges, Dombasle-sur-Meurthe.

### Santé
Professionnels et établissements de santé :
- Médecins à Charmes, Vincey, Mirecourt, Diarville, Haroué, Bayon.
- Pharmacies à Charmes, Portieux, Vincey, Mirecourt, Bayon, Diarville, Haroué.
- Hôpitaux à Charmes, Mirecourt, Mattaincourt, Châtel-sur-Moselle.

### Cultes
- Culte catholique, Paroisse Saint-Nicolas-du-Haut-du-Mont[28], Diocèse de Saint-Dié.

### Manifestations culturelles et festivités
Chaque année depuis 1992, l'ensemble du village participe à l'organisation d'un festival de musiques et de danses traditionnelles, les Rencontres de Socourt, où les personnes de tous âges peuvent se retrouver autour des danses et des musiques d'ici et d'ailleurs, le tout dans un cadre poétique et convivial.
Un site Web renseignait et documentait cette manifestation.
Les Rencontres de Socourt étaient aussi présentes sur Facebook.

## Économie

### Entreprises et commerces

#### Agriculture
La commune est aujourd’hui presque exclusivement à vocation agricole :
- Culture de céréales, de légumineuses et de graines oléagineuses.
- Culture et élevage associés.
- Élevage de vaches laitières.
- Élevage d'autres bovins et de buffles.

#### Tourisme
- Hébergements et restauration à Rugney, Vincey, Mirecourt, Rouvres-en-Xaintoix, Épinal, Goviller.

#### Commerces
- Commerces et services de proximité.

## Culture locale et patrimoine

### Lieux et monuments

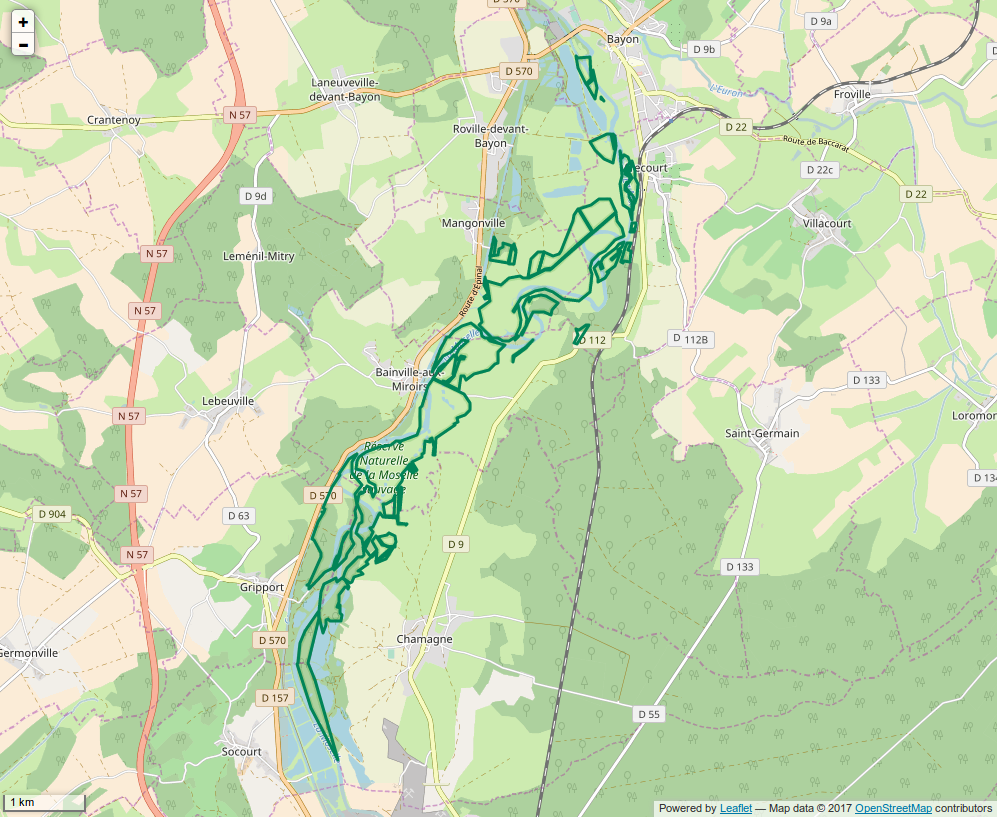
Périmètre de la RNR de la Moselle sauvage.
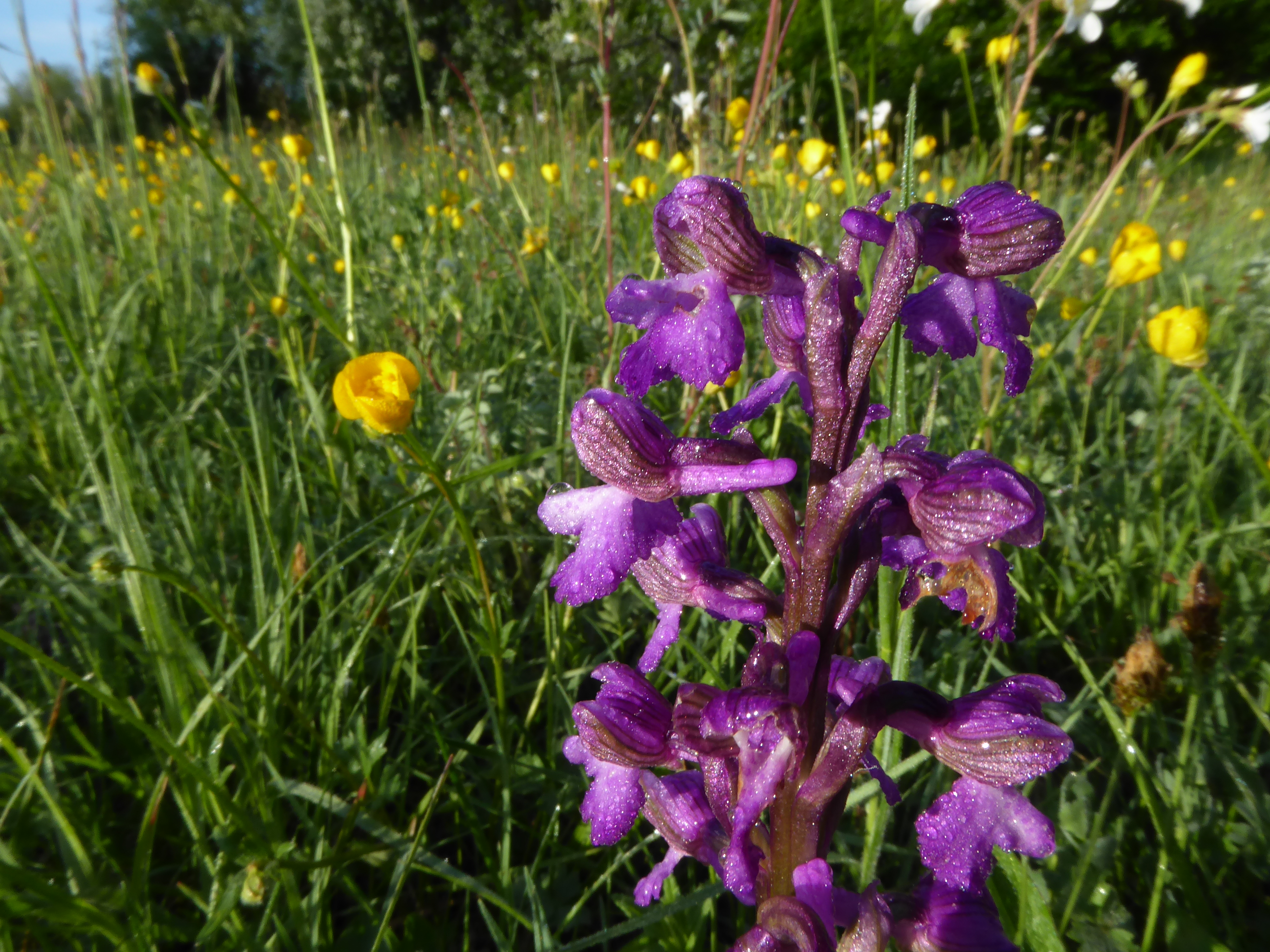
Orchis bouffon couvert de rosée dans la réserve naturelle régionale de la Moselle sauvage.
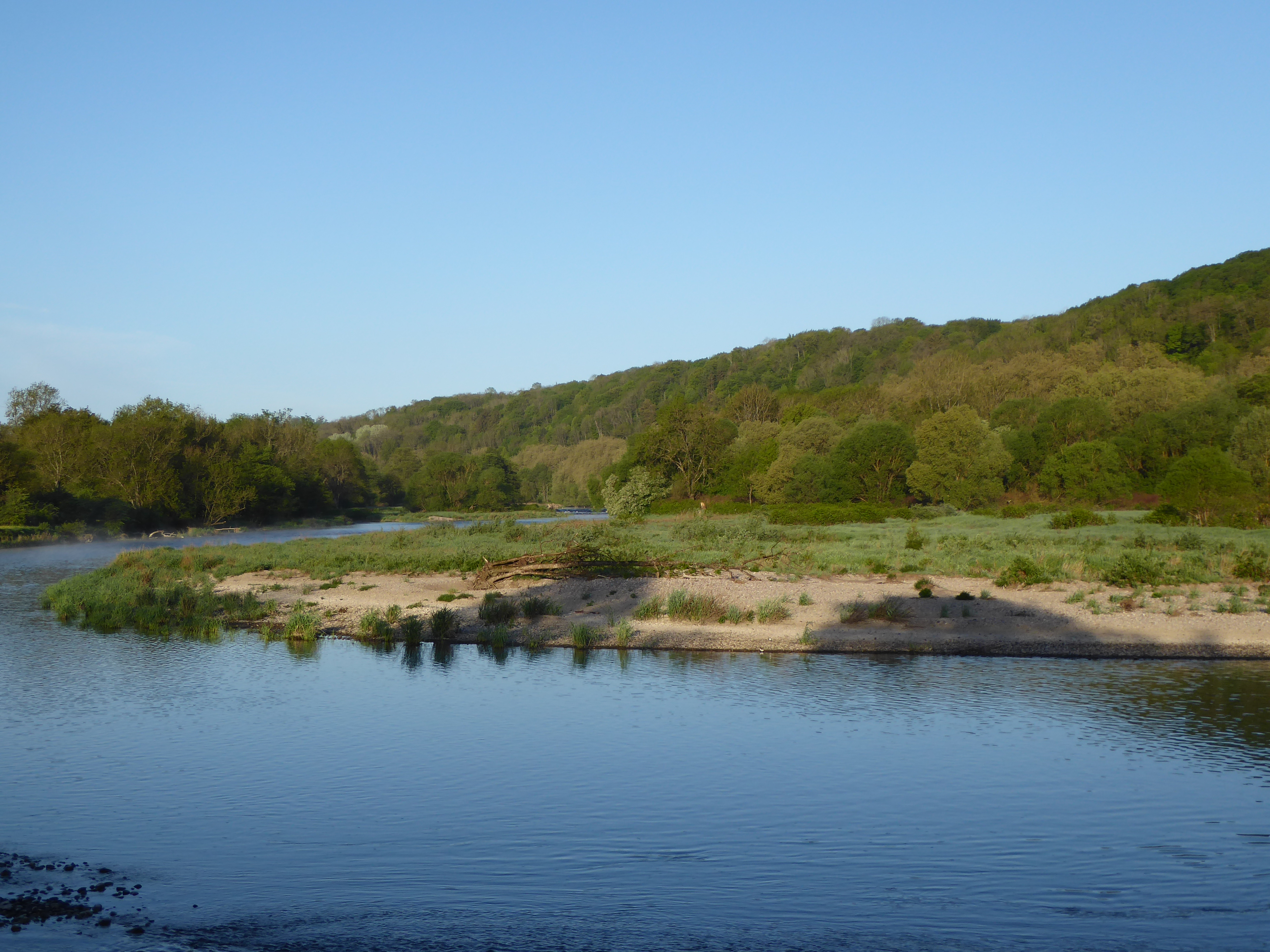
La Moselle dans la réserve naturelle régionale de la Moselle sauvage.

- L'église Saint-Léonard du XIXe siècle.

Presbytère, statue Vierge à l'Enfant.
- Le monument aux morts[31].
- Le réservoir de la Moyenne Moselle, d'une superficie de 3,5 ha[32], est destiné à la pêche en eau close[33].
- L'écluse 33 et le Véloroute du canal des Vosges de Socourt-Charmes à Corre[34].
- Patrimoine architectural rural recensé par le service de l'Inventaire général du patrimoine culturel[35],[36],[37],[38],[39].

### Personnalités liées à la commune
- Jean Moulin, Artiste, Préfet, Résistant qui fut, tout d'abord, dirigé vers les Vosges. Le 25 septembre 1918 il est dans le petit village de Socourt près de Charmes[40].

## Pour approfondir